# (9214) 1995 UC6
A (9214) 1995 UC6 a Naprendszer kisbolygóövében található aszteroida. Ueda Szeidzsi és Kaneda Hirosi fedezte fel 1995. október 21-én.